# NGC 3319
NGC 3319 est une galaxie spirale barrée relativement rapprochée et située dans la constellation de la Grande Ourse. Elle a été découverte par l'astronome germano-britannique William Herschel en 1788.

## Caractéristiques
Sa vitesse par rapport au fond diffus cosmologique est de 981 ± 17 km/s, ce qui correspond à une distance de Hubble de 14,5 ± 1,0 Mpc (∼47,3 millions d'al).
À ce jour, une cinquantaine de mesures non basées sur le décalage vers le rouge (redshift) donnent une distance de 14,067 ± 6,439 Mpc (∼45,9 millions d'al), ce qui est pratiquement égale à la distance de Hubble.
La classe de luminosité de NGC 3319 est III-IV et elle présente une large raie HI. Elle renferme également des régions d'hydrogène ionisé. De plus, NGC 3319 est possiblement une galaxie du champ, c'est-à-dire qu'elle n'appartient pas à un amas ou un groupe et qu'elle est donc gravitationnellement isolée.
Selon la base de données Simbad, NGC 3319 est une galaxie active de type Seyfert.
En raison d'une brillance de surface égale à 14,39 mag/am2, on peut qualifier NGC 3319 de galaxie à faible brillance de surface (LSB en anglais pour low surface brightness). Les galaxies LSB sont des galaxies diffuses (D) avec une brillance de surface inférieure de moins d'une magnitude à celle du ciel nocturne ambiant.

## Morphologie

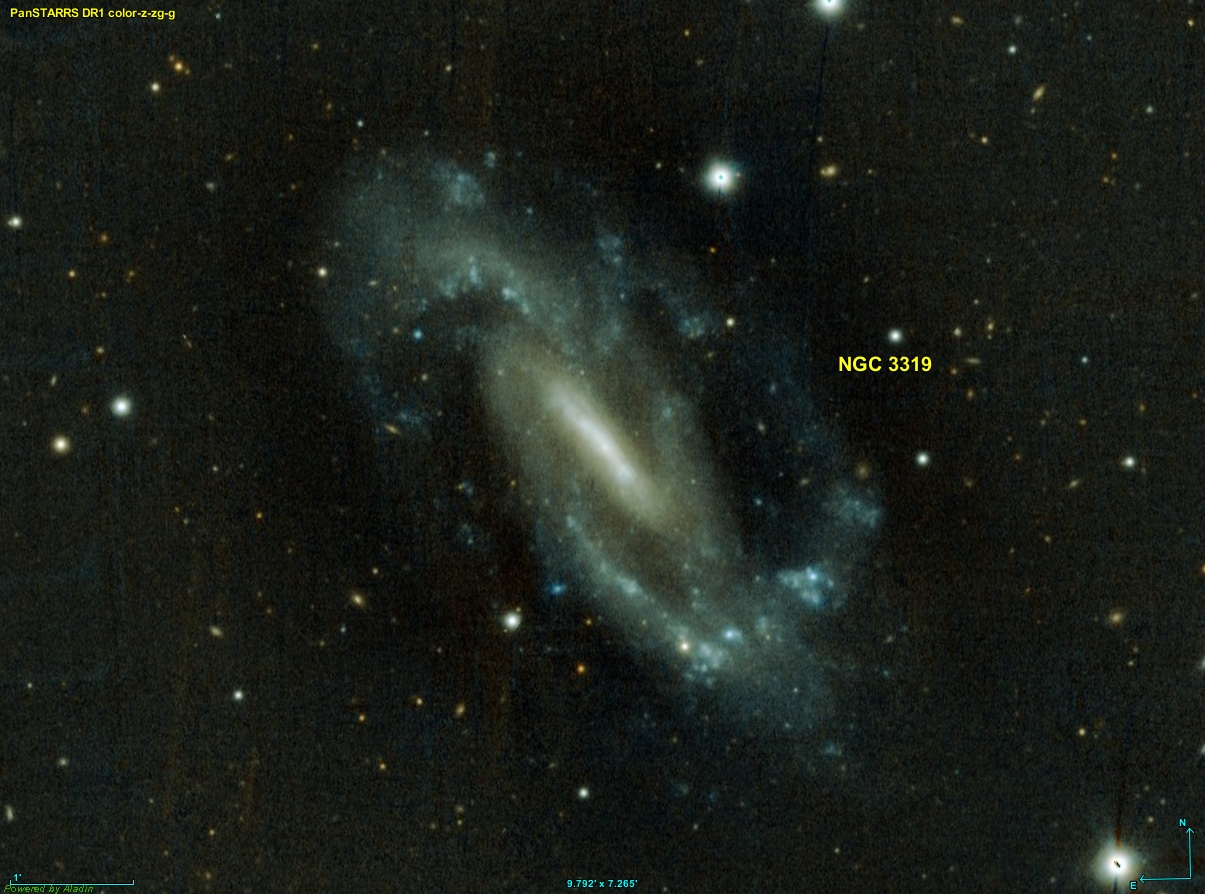
Image réalisée par le relevé Pan-STARRS.

NGC 3319 a été utilisée par Gérard de Vaucouleurs comme une galaxie de type morphologique SB(s)cd dans son atlas des galaxies,.
Eskridge, Frogel et Pogge ont publié un article en 2002 décrivant la morphologie de 205 galaxies spirales ou lenticulaires rapprochées. Les observations ont été réalisées dans la bande H de l'infrarouge et dans la bande B (le bleu). Selon Eskridge et ses collègues, NGC 3319 est de type SBcd dans la bande B et SBd dans la bande H. NGC 3319 ne possède pas de bulbe. Son noyau ponctuel est intégré dans une fine barre de forte brillance de surface. Cette source est au sud-ouest du centre de la barre. Il existe un certain nombre d'autres grumeaux le long de la barre. Un motif spiralé à deux bras de grand style émane des extrémités de la barre, mais ces bras sont de faible brillance de surface. Il est possible de suivre ces bras sur environ 240° avant qu'ils ne s'estompent. Les nœuds se trouvent principalement dans les parties extérieures des bras et le disque est assez lisse. Le bras sud a beaucoup plus de nœuds brillants que le bras nord. 

## Découverte d'un trou noir intermédiaire dans NGC 3319
Un groupe d'astronomes chinois a rapporté la découverte d'un trou noir de masse intermédiaire près du bulbe central de NGC 3319. La masse de ce trou noir est comprise entre 300 et 300 000 {\displaystyle M_{\odot }} (masses solaires), selon des calculs basés sur la limite d'Eddington. Une autre estimation basée sur la variation des rayons X arrive à une masse inférieure à 100 000 {\displaystyle M_{\odot }}.